# Ekonomiåret 2001

## Händelser

### Januari
- 3 januari – Nasdaq-börsen rekordlyfter med 14,2 %m + 325 punkter, då Federal Reserve sänker dagslåneräntan med 0,5 procentenheter till 0,5 %.[1]
- 25 januari - IT-bolaget Icon Medialab meddelar att förlusterna för fjolårets sista kvartal uppgår till 140 miljoner SEK, fastän nollresultat väntades. VD:n Ulf Dahlsten kritiseras hårt för ännu en prognosmiss, och avgår omedelbart. 200 personer får sparken från jobbet, aktien sjunker med 23 % och Ulf Dahlsten själv får 4,5 miljoner i avgångsvederlag.[1]

### Februari
- 5 februari - Rättegången i Trustorhärvan inleds i Sverige mot Lord Moyne, Thomas Jisander och Peter Mattsson, medan huvudpersonen Joachim Posener fortfarande befinner sig på flykt undan rättvisan.[1]
- 3 februari - Sedan kursfallen inleddes ett år tidigare har Stockholmsbörsen förlorat 1 400 miljarder SEK i värde, motsvarande cirka 70 & av Sveriges BNP. Nästan 50 bolag har fallit med 90 % eller mer, bland dem Framfab, Icon Medialab eller Adcore och fallet förväntas fortsätta då vinstvarningarna duggar tätt i USA.[1]

### Mars
- 27 mars - Telekomföretaget Ericsson varslar nästan 2 200 anställda i Kumla och Linköping om uppsägning. VD Kurt Hellström beskriver året som ett "hack i kurvan", och jämför situationen med då förra mobiltelefonsystemet GSM skulle ut på marknaden 10 år tidigare. Lågkonjunkturen i USA börjar påverka Europa och telekombolag skjuter upp sina beställningar.[1]

### April
- 20 april - Ericsson meddelar 10-12 000 anställda måste gå då telekomindustrins lågkonjunktur, orsakad av höga licenser som teleleverantörerna betalar för sina 36-licenser. Man befarar också att lågkonjunkturen i USA spritt sig till Europa, totalt har Cisco, Motorola, Nortel och Lucent varslat 96 000 personer, Ericssons VD Kurt Hellström menar inte att några tecken på återhämtning finns.[1]

### Maj
- 4 maj - Framfab bränner neligt VD Johan Wall 70 miljoner SEK per månad, och är nära konkurs.[1]
- 9 maj - Under åren 1999 och 2000 migrerade en miljon personer från den ekonomiska krisens Ecuador, och uppskattningsvis lever 2,5 miljoner ecuadorianer utanför Ecuador, och 12 miljoner inuti.[1]
- 15 maj - I Sverige höjs bensinpriset för sjunde gången under året, nu till 10:68 SEK per liter, ny rekordnotering, och inför sommaren ökar efterfrågan i framför allt USA, då den amerikanska dollarn är starkare än den svenska kronan, varför prissänkning inte är att vänta.[1]
- 22 maj - I Sverige ökar sysselsättningen med 94 000 fler arbeten., högsta siffran på 26 år, och AMS varnar för överhettning då Sveriges öppna arbetslöshet beräknas vara 4 % under 2001, och 3,9 % under 2002. AMS pekar på obalans, då det råder brist på unga och välutbildade, medan lågutbildade, invandrare, äldre och funktionshindrade trots högkonjunkturen har svårt att få jobb.[1]
- 24 maj - Svenska kronans kurs sjunker med 19 öre mot den amerikanska dollarn, hittills (24 maj 2001) lägsta nivå, och med 6 öre mot euron. Det brittiska pundet spränger 15-kronorsvallen och stannar på 15:09 SEK, en ökning med 10 procent sedan mitten av föregående år.[1]

### Juni
- 3 juni - Då den svenska kronans värde står lågt strömmar turisterna in i Sverige, och antalet bokningar på flygplan, tåg, färjor och hotell väntas bli rekordstor. Semestrar utanför Sverige blir samtidigt dyrare för svenskarna, men ökar ändå, fastän den amerikanska dollarns kurs närmar sig 11 SEK.[1]
- 8 juni - I Sverige faller domarna i Trustorrättegången. Lord Moyne frikänns medan Thomas Jisander och Peter Mattsson döms till fem respektive tre års fängelse för grov trolöshet mot huvudman.[1]
- 30 juni - I Sundsvall öppnas Csino Cosmopol AB, som blir Sveriges första statliga casino av internationell typ. Högsta roulettevinsten är 60 000 SEK och den som fyllt 20 år är välkommen. Folkhälsoinstitutet befarar att Sveriges cirka 30 000 spelberoende kan bli fler.[1]

### Juli
- 10 juli - Nokias delårsrapport visar vinst på motsvarande 10,6 miljarder SEK. Systemsidan har dock gått back med 2 procent medan mobiltelefonerna ökat, tillväxt inom sektorn på mellan 25 och 35 procent förväntas under kommande år. Marknaden tar rapporten med lättnad.[1]
- 19 juli - Ericssons delårsrapport visar förlust på 4,2 miljarder SEK, då mobiltelefonerna ännu belastar resultatet med minskad försäljning på 39 procent, medan systemsidan ökade med 9 procent.[1]
- 18 juli – SAS och det danska flygbolaget Maersk fälls av EU-kommissionen för kartellbildning.
- 24 juli - ABB:s vinst under första halvåret blir 6,7 miljarder SEK, en minskning med 21 procent jämfört med samma period föregående år. 120 000 av totalt 164 000 anställda skall avskedas, orsaken är enligt ledningen den ekonomiska bromsningen i USA.[1]
- 27 juli - USA:s handelsdepartement meddelar att tillväxten i USA är den sämsta på åtta år, då blygsamma investeringar bidragit till att tillväxten under andra kvartalet stannat på blygsamma 0,7 procent, vilket är en nedgång från 1,3 procent under årets första kvartal. Det visar sig också att konsumenternas förtroende för ekonomin minskar, och man hoppas att centralbankens räntesänkningar samt den kommande skatteåterbäringen på 40 miljarder amerikansk dollar skall få ekonomin på fötter igen.[1]
- 31 juli – Nordea köper Postgirot.

### Augusti
- 2 augusti - Alltfler tecken på ekonomisk avmattning noteras. I juli har inköpschefsindex fallit i hela EMu-området, och i Sverige halkar det ner till 48,7 %, något som tolkas negativt eftersom allt över 50 % tyder på tillväxt. Även antalet nyregistreringar sjunker i Sverige, med 23 % till 14 857 bilar, jämfört med samma månad föregående år, detta på grund av ekonomisk osäkerhet samt den dyra bensinen.[1]

### September
- 4 september - Amerikanska dataföretaget Hewlett-Packard bjuder motsvarande 250 miljarder SEK för Compaq, världens tredje största datortillverkare, med 145 000 anställda i 160 länder, samt en omsättning på drygt 900 miljarder amerikanska dollar vilket skulle innebära ett företag i IBM:s storlek, hittills (2001) störst i branschen. Enligt Hewlett-Packards koncernchef Carly Fiorina skulle sammanslagning innebära besparingar på minst 27 miljarder SEk fram till 2005.[1]
- 6 september - Varslen bland IT-bolagen i Sverige ökar efter semestrarna, bland annat säger IT-konsulten Know IT upp ett 30-tal anställda på grund av branschens allmänna nedgång, orsakad av bland annat Ericssons nedskärningar. Adcore, som har samma inriktning, skall spara 100 miljoner SEK under hösten och säger upp 21 anställda som ett första steg. Många uppsagda är unga, med en månads uppsägningstid.[1]
- 14 september - Japanska varuhuskedjan Mycal Corp ansöker om konkurs, Japans fjärde största företagskollaps sedan 1945. Företagets skulder uppgår till motsvarande 120 miljarder SEK och bedömare menar att det kan leda til mer restriktiva banker.[1]
- 19 september - I Sverige ställs den planerade fusionen mellan SEB och Föreningssparbanken in efter skriftlig invändning från EU:s konkurrensmyndighet, vilket kritiseras av Föreningssparbankens ordförande Göran Collert.[1]
- 29 september - I Sverige visar en undersökning från Institutet för tillväxtpolitiska studier att svenskägda företag för första gången har fler anställda utanför Sverige (drygt 700 000) än inuti (650 000). Ökningen är som störst i Central- och Östeuropa.[1]

### Oktober
- 1 oktober - Svenska telekomföretaget Ericsson och japanska Sony presenterar sitt nya gemensamma företag, Sony Ericsson. Huvudkontoret finns i London, och man har redan 3 500 anställda denna måndag, som är företagets första dag.[2]
- 2 oktober - Schweiziska flygbolaget Swissair ställer in betalningarna då skulderna uppgår till motsvarande 100 miljarder SEK, och bensinbolagen vägrar tanka deras flygplan på grund av obetalda räkningar. I Schweiz ser många det som nationell katastrof, fastän 11 september-attackerna i USA knäckt flera av Europas cirka 200 flygbolag.[2]
- 2 oktober - Svenska kvällstidningen Expressen,vars upplagespiral är negativ skall spara 230 miljoner SEK på två år, meddelar chefredaktören Joachim Berner. 204 jobb försvinner, och hela bildredaktionen läggs ned.[2]
- 12 oktober - Från USA visar ny statistik att detaljhandelns försäljning i  september minskade med 2,4 %, och därmed tyder det mesta på att USA befinner sig i ekonomisk recession, då det tidigare var just privatkonsumtionen som bromsade konjunkturnedgången.[2]
- 25 oktober - Telekomföretaget Ericsson presenterar sin kvartalsrapport, vilket på grund av läckor sker mitt i natten. Resultatet uppnår –5,8 miljarder SEK, sämre än analytikernas förväntningar. Företaget meddelar samtidigt styrelseordförande Lars Ramqvists avgång, och Electroluxchefen Michael Treschow efterträder.[1]
- 29 oktober - Jordbruksproduktionen i det politiska våldets Zimbabwe har fallit med 40 %, och allmän matbrist råder.[2]

### November
- 6 november - Flygbolaget SAS presenterar sitt sämsta kvartal i företagets historia, förlust om 238 miljoner SEK. Helårsförlusten väntas bli cirka 2 miljarder SEK, och 2 500 personer varslas utöver de 1 000 som varslades i slutet av september 2001.[2]
- 9 november - Taiwan inträder i WTO då organisationen ha ministermöte i Qatar, och efter 15 års förhandlingar deltar Kina som fullvärdig medlem.[2]
- 20 november - Percy Barnevik avgår med omedelbar verkan som ABB:s styrelseordförande efter några dåliga år för företaget, med negativ utveckling på automationsmarknaden, asbestproblem i USA och redovisningsmissar. Aktiekursen har under året rasat med, och Percy Barnevik tar vid avgången på sig ansvaret.[2]

### December
- 1 december – Årligen mister svenska staten cirka 100 miljarder SEK på grund av svartarbete (67 miljarder), skattefiffel (20.2), utebliven skatt på utländska investeringar (11), punktskatter på sprit, tobak, olja med mera (3.4) och förlorad moms genom e-handel över Internet (0.5).[2]
- 11 december
  - Kina går med i WTO.
  - 774 personer mister jobbet då tyska däckfabriken Continental AG lägger ner fabriken i Gislaved. Exakt när nedläggningen inträffar är okänt.[2]
- 31 december - 2010 blev Sveriges sämsta exportår sedan 1975 enligt Exportrådets prognos. Efter sommaren kommande år förutses vändning, och 2002 beräknas ökningen bli 3,5 %.[2]

## Bildade företag
- Lundin Petroleum, svenskt prospekteringsföretag.
- Sony Ericsson, svensk-japanskt mobiltelefonföretag.
- Sveaskog, svenskt skogsbolag.

## Uppköp
- Tågtillverkaren Adtranz köps upp av Bombardier.
- IT-företaget Unigrid köps upp av EDB Business Partner.

## Konkurser
- 11 november - Skulder på motsvarande cirka 10 miljarder SEk tvingar amerikanska kameratillverkaren Polaroid i konkurs. Snabbframkallad film har på senare tid blivit utkonkurrerad av digitala kameror.[2]
- 2 december - Amerikanska energiföretaget Enron går i konkurs, den största någonsin i USA, efter skulder på 16 miljarder amerikanska dollar. Tillgångarnas värde ifrågasätts.[2]

- International Sport and Leisure, schweiziskt företag som ägde rättigheter inom fotboll.
- Jouef, fransk modelljärnvägstillverkare.
- Letsbuyit.com, svenskt e-handelsföretag.
- Sabena, belgiskt statligt flygbolag.
- Strömsfors bryggeri, svenskt bryggeriföretag.

## Priser och utmärkelser
- Sveriges Riksbanks pris i ekonomisk vetenskap till Alfred Nobels minne – George A. Akerlof, Michael Spence och Joseph E Stiglitz
- 24 december - Verktyg är årets julklapp i Sverige.

## Avlidna
- 9 februari – Herbert Simon, 84, amerikansk ekonom och Nobelpristagare.

### Fotnoter
1. 1 2 3 4 5 6 7 8 9 10 11 12 13 14 15 16 17 18 19 20 21 22 23 24 25   När Var Hur 2002. DN
2. 1 2 3 4 5 6 7 8 9 10 11 12 13   När Var Hur 2003. DN